# Святий Миколай (фрегат, 1790)
«Святий Миколай» — 44-гарматний вітрильний фрегат Чорноморського флоту Російської імперії. Перший корабель, збудований на Миколаївському Адміралтействі.

## Будівництво і озброєння
Корабель було закладено на Миколаївському адміралтействі 5 січня 1790 року. Свою назву отримав на честь взяття російськими військами турецької фортеці Очаків 6 (19) грудня 1788 року — в день Святого Миколая.
Будівельники — корабельні майстри О. П. Соколов та І. Должніков.
25 серпня 1790 року корабель був спущений на воду, про що М. Л. Фалєєв доповідав  Г. О. Потьомкіну:

| «Цього числа о шостій годині після опівдня корабель «Святий Миколай» при зібранні членів Адміралтейського Правління та багато чисельного народу … спущений благополучно …» |
По цьому корабель було встановлено на камелі й відбуксировано до Очакова для озброєння. Під час озброєння замість 44 проектних гармат було встановлено 50.

## Бойовий шлях
Після озброєння корабель під командуванням капітана II рангу М. Л. Львова 29 листопада 1790 року прибув до Севастополя, де був включений до ескадри адмірала Ф. Ф. Ушакова.

### Російсько-турецька війна (1787—1792)
10 липня 1791 року в складі ескадри контр-адмірала Ф. Ушакова вийшов у Чорне море на пошук турецького флоту. Наступного дня поблизу Балаклави виявлено супротивника, якому в ніч на 16 липня вдалось втекти від переслідування, уникнувши бою. 19 липня ескадра повернулась до Севастополя.
29 липня 1791 року «Святий Миколай» у складі ескадри вирушив до румелійських берегів. 31 липня корабель брав участь в бою поблизу мису Каліакрія. В цьому бою командир корабля М. Л. Львов отримав поранення в шию та ліве плече, за що був нагороджений золотою шпагою «За хоробрість».
Потому в складі ескадри крейсував поблизу Варни доки 20 серпня 1791 року не повернувся до Севастополя.
Протягом 1792–1793 років перебував у Севастополі. У 1793 році переведений до класу фрегатів. У 1794–1797 роках та у травні 1798 року знаходився в практичних плаваннях у Чорному морі.

### Участь у війні з Францією 1798–1800
13 серпня 1798 року в складі ескадри віце-адмірала Ф. Ушакова фрегат «Святий Миколай» вийшов із Севастополя у Середземне море для участі у спільних діях з турецьким флотом проти французької ескадри.
20 вересня об'єднана російсько-турецька ескадра пройшла через Дарданели, 30 вересня підійшла до острова Церіго й бомбардувала фортецю Капсала, змусивши французів капітулювати 1 жовтня.
13 жовтня ескадра підійшла до острова Занте й наступного дня захопила його. «Святий Миколай» доправив полонених французів з Занте до Константинополя. 9 листопада 1798 року ескадра підійшла до Корфу й заблокувала фортецю з моря. 18 лютого 1799 року «Святий Миколай» брав участь в штурмі Корфу, обстрілюючи батарею № 2 на о. Відо та висадивши десант.
15 квітня 1799 року в складі загону кораблів під командуванням капітана II рангу А. Сорокіна вийшов з Корфу для ведення бойових дій поблизу південних берегів Італії. 5 травня висадив десант у Барі.
3 серпня в складі ескадри увійшов до Мессіни, проте 19 серпня у складі загону Сорокіна відокремився від ескадри й 25 серпня увійшов до Неаполя для підтримки десантного загону капітана II рангу Г. Г. Беллі.
На прохання неаполітанського уряду з дозволу імператора Олександра I перебував у Неаполі до 1802 року.
За час бойових походів корпус судна прогнив, тому з нього було знято озброєння й 26 липня 1802 року продано за 11 460 дукатів. Гармати та екіпаж фрегату «Святий Миколай» завантажено на фрегат «Михаїл» і транспорти для повернення в Росію.

## Командири корабля
| Період командування | Військове звання  | Командир корабля |
| ------------------- | ----------------- | ---------------- |
| 1790–1791           | капітан II рангу  | М. Л. Львов      |
| 1792–1793           | капітан I рангу   | Ф. А. Ахматов    |
| 1794–1797           | капітан-лейтенант | П. О. Данилов    |
| 1798–1802           | капітан II рангу  | П. Марін         |